# Ázere e Covelo
Ázere e Covelo (oficialmente: União das Freguesias de Ázere e Covelo) é uma freguesia portuguesa do município de Tábua, com 25,47 km² de área e 826 habitantes (censo de 2021). A sua densidade populacional é 32,4 hab./km².

## História
Foi criada aquando da reorganização administrativa de 2012/2013, resultando da agregação das antigas freguesias de Ázere e Covelo.

## Demografia
A população registada nos censos foi:
| Distribuição da População por Grupos Etários | Distribuição da População por Grupos Etários | Distribuição da População por Grupos Etários | Distribuição da População por Grupos Etários | Distribuição da População por Grupos Etários | Distribuição da População por Grupos Etários |
| -------------------------------------------- | -------------------------------------------- | -------------------------------------------- | -------------------------------------------- | -------------------------------------------- | -------------------------------------------- |
| Antes da agregação                           |                                              |                                              |                                              |                                              |                                              |
| Ano                                          | 0-14 anos                                    | 15-24 anos                                   | 25-64 anos                                   | >= 65 anos                                   | Total                                        |
| 2001                                         | 238                                          | 157                                          | 468                                          | 244                                          | 1107                                         |
| 2011                                         | 111                                          | 123                                          | 440                                          | 259                                          | 933                                          |
| Após a agregação                             |                                              |                                              |                                              |                                              |                                              |
| Ano                                          | 0-14 anos                                    | 15-24 anos                                   | 25-64 anos                                   | >= 65 anos                                   | Total                                        |
| 2021                                         | 84                                           | 73                                           | 392                                          | 277                                          | 826                                          |